# Niterói

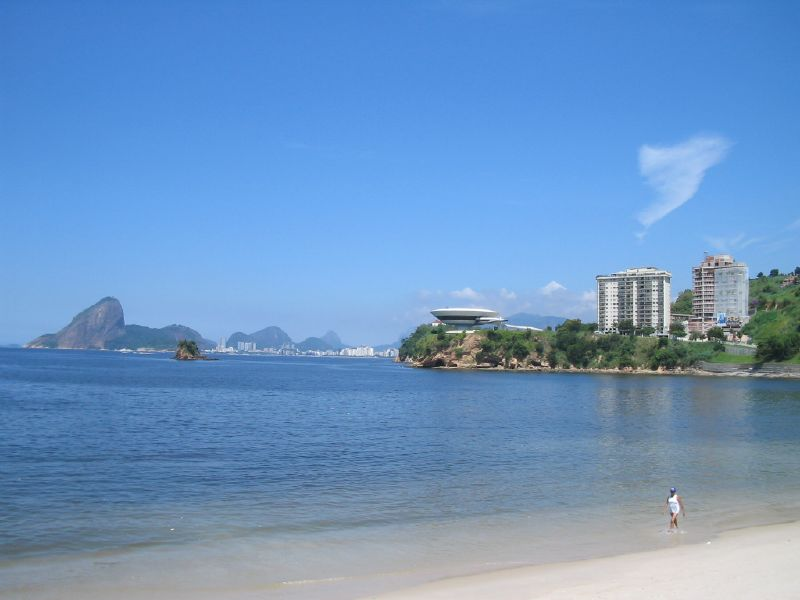
Pohled z pláže Icaraí v Niterói na Rio de Janeiro

Niterói je město v brazilském státě Rio de Janeiro. Roku 2010 mělo 487 327 obyvatel a zaujímalo rozlohu asi 132 km². Ze současného vývoje se předpovídá, že Niterói dosáhne 1 milion obyvatel roku 2050. Město leží na atlantickém pobřeží při vstupu do zátoky Guanabara. Klima ve městě je tropické přímořské s ročními srážkami 400 mm a průměrnou teplotou 21,3 °C (průměr v jednotlivých měsících kolísá mezi 17,8 °C a 28,7 °C). Od Ria je Niterói vzdáleno jen 5 km a obě města spojuje most.

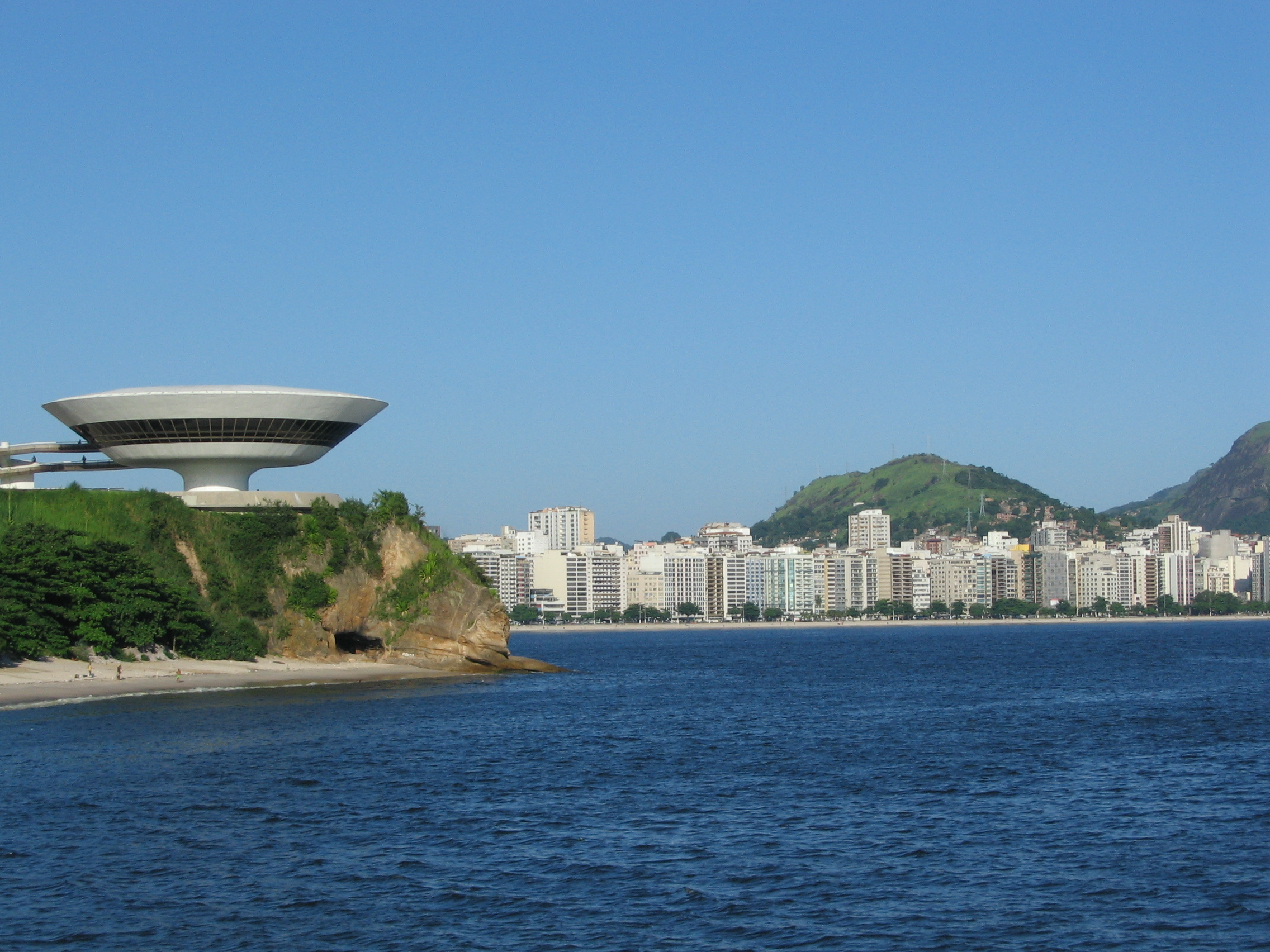
Pohled na Niterói od Rio de Janeiro. Vlevo muzeum současného umění od architekta Oscara Niemeyera

Niterói je nazýváno městem smíchu. I život zde je příjemný, protože podle norem OSN týkajících se kvality života se mezi 5600 brazilskými městy Niterói umístilo na 3. místě.

## Historie
Město založil 22. listopadu 1573 indiánský náčelník Araribóia z kmene Tupí (později se nechal pokřtít a přijal jméno Martim Affonso de Souza). Niterói je jediné brazilské město založené indiány.
Po válce Portugalců s Francouzi o zátoku Guanabara (epizoda je známá v souvislosti s francouzskou osadou France antarctique) požádal Araribóia guvernéra o půdu. Žádosti bylo vyhověno a indiáni založili vesnici São Lourenço dos Índios (což je první jméno současného Niterói). Jméno Niterói bylo použito až teprve roku 1835 (původně psáno Nictheroy = skrytá voda v jazyce indiánů Tupi) a vesnice byla povýšena na město.
Historické pevnosti Santa Cruz da Barra, São Luís a okolní pobřeží na západním výběžku pevniny města jsou od roku 2012 společně s přírodním památkami v Riu zapsána na seznam světového kulturního dědictví UNESCO.